# Anomalon frontale
Anomalon frontale là một loài tò vò trong họ Ichneumonidae.